# جنگل‌های مرطوب حاره‌ای میکرونزی شرقی
جنگل‌های مرطوب حاره‌ای میکرونزی شرقی (انگلیسی: Eastern Micronesia tropical moist forests) بوم‌ناحیه‌ای از نوع جنگل‌های پهن‌برگ مرطوب حاره‌ای و جنب‌حاره‌ای در میکرونزی است. این بوم‌ناحیه جزایر مارشال، بانابا و جزایر گیلبرت در کیریباتی، نائورو و جزیره ویک که متعلق به ایالات متحده هستند را شامل می‌شود.

## جغرافیا
بخش عمده این جزایر از نوع آب‌سنگ حلقوی هستند که جزایر کم‌ارتفاعی از ماسه مرجانی هستند که به دور تالاب مرکزی یا سکوهای مرتفعی از سنگ آهک مرجانی حلقه زده‌اند.

## اقلیم
آب و هوای جزایر این بوم‌ناحیه از نوع حاره‌ای است و تغییرات دمایی فصلی کمی دارد. بخش مرکزی بوم‌ناحیه در کمربند بادهای بسامان قرار دارد و بیشترین میزان بارندگی را تا ۳۰۰۰ میلی‌متر در سال دریافت می‌کند. جزایر شمالی، از جمله جزایر مارشال شمالی و جزیره ویک، مانند جزایر گیلبرت جنوبی خشک‌تر هستند. از ماه مه تا نوامبر معمولاً مرطوب‌ترین ماه‌ها هستند. جزایر مارشال گاهی پدیده تیفون را تجربه می‌کنند.